# Izra'
Izra' (Arabisch: ازرع) is een dorp in het zuiden van Syrië dat deel uitmaakt van het gouvernement Daraa (district Izra’). De plaats telt ongeveer 15.000 inwoners.
In Izra’ bevindt zich de merkwaardige Sint-Joriskerk of Sint-Georgiuskerk uit de 5e eeuw (bouwdatum 410). Deze kerk is nog steeds in gebruik voor de eredienst van de plaatselijke Oosters-orthodoxe Kerk.
Het gebouw is een voorbeeld van centraalbouw. De buitenmuren omschrijven een vierkant; de binnenruimte wordt door de binnenmuurconstructie van bogen en de kolommen eerst achthoekig; een tweede rij kolommen omsluit een cirkel. De kerk zou gebouwd op de plaats van een eerdere tempel. De koepel is niet oorspronkelijk.
De gelovigen beweren dat de resten van Sint-Joris (vermoedelijk een Romeins soldaat en martelaar onder keizer Diocletianus) in deze kerk bewaard zijn. De iconostase bevat een afbeelding van de heilige.

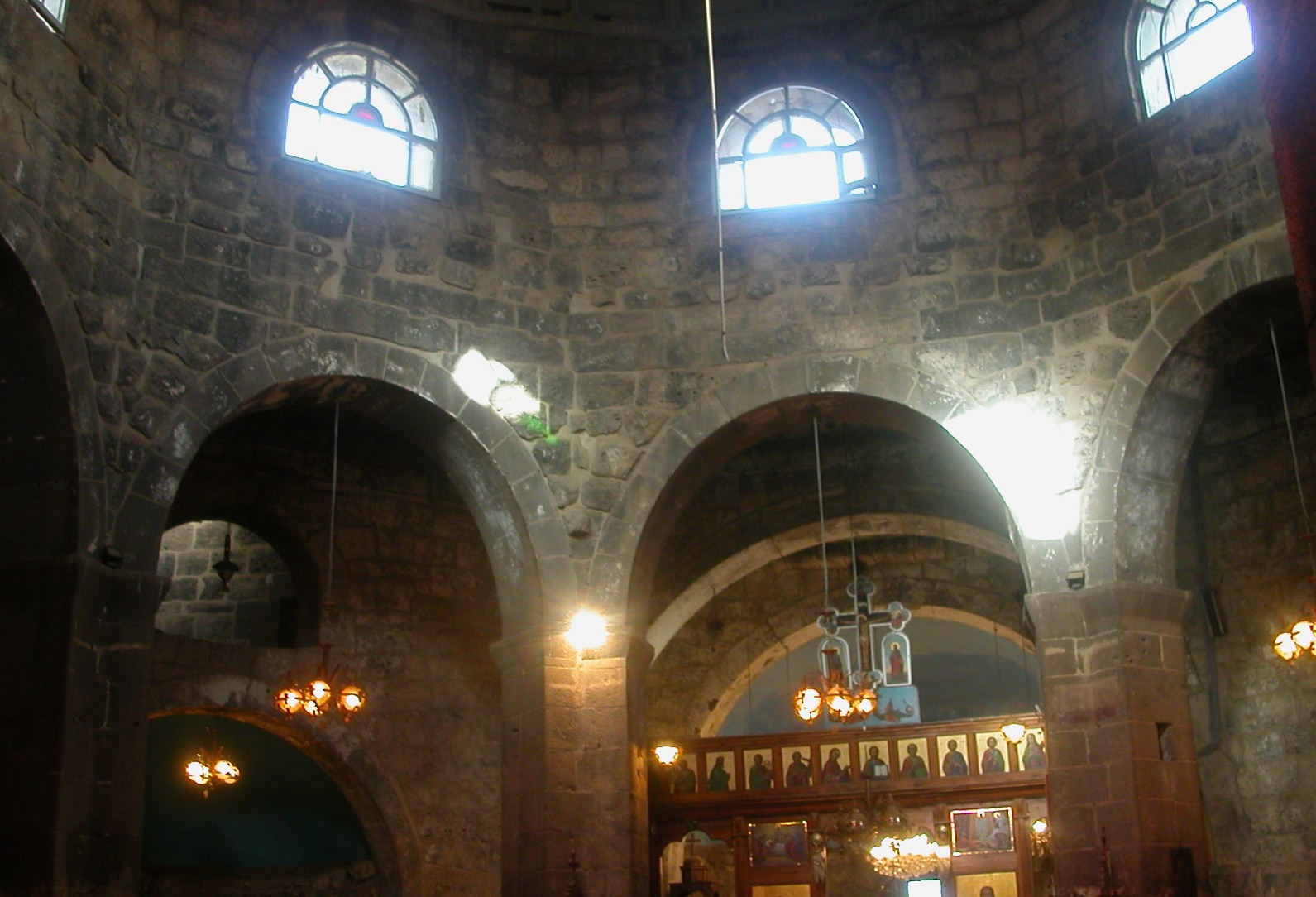
Sint Joriskerk interieur
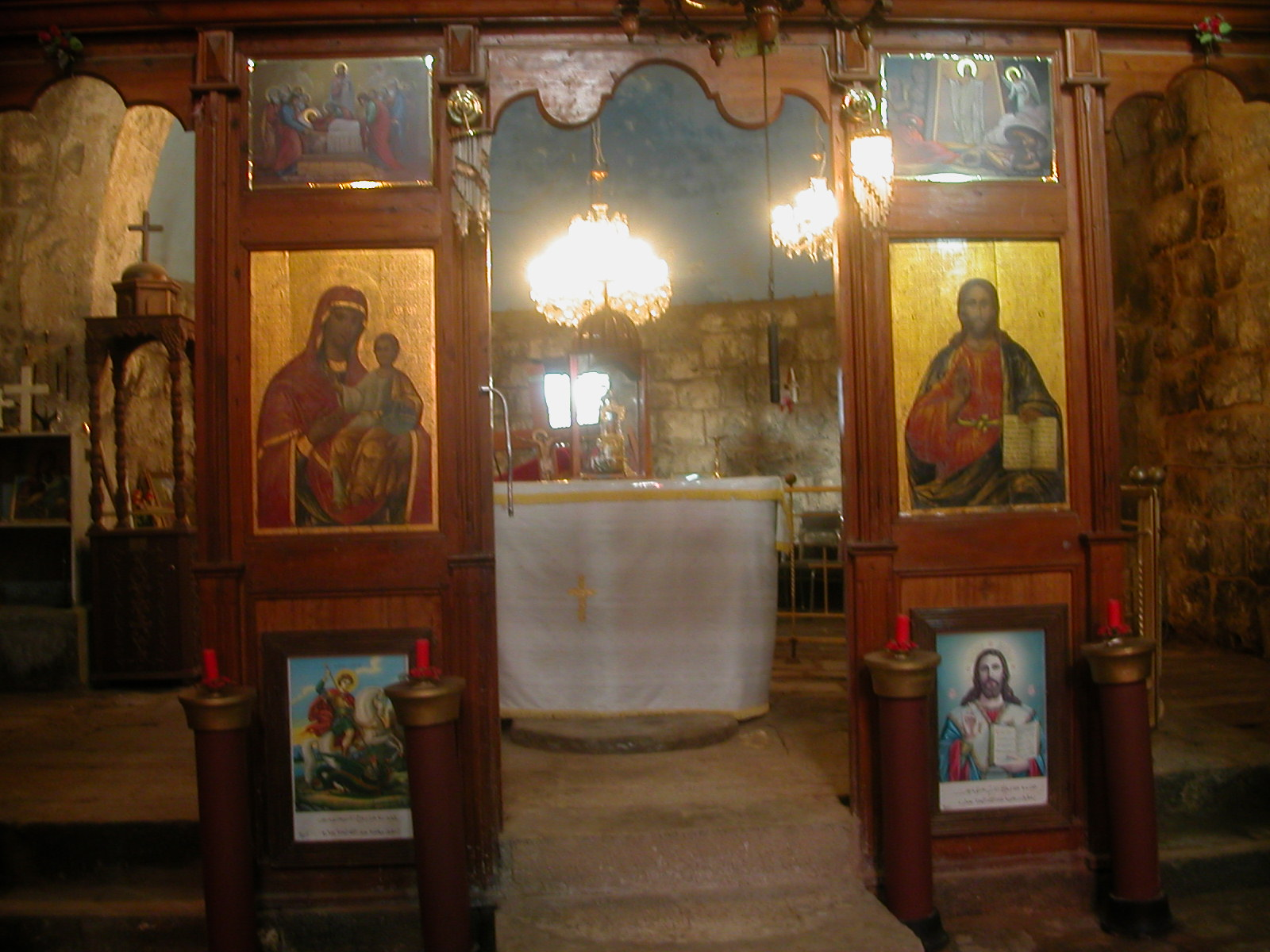
Sint Joriskerk iconostase
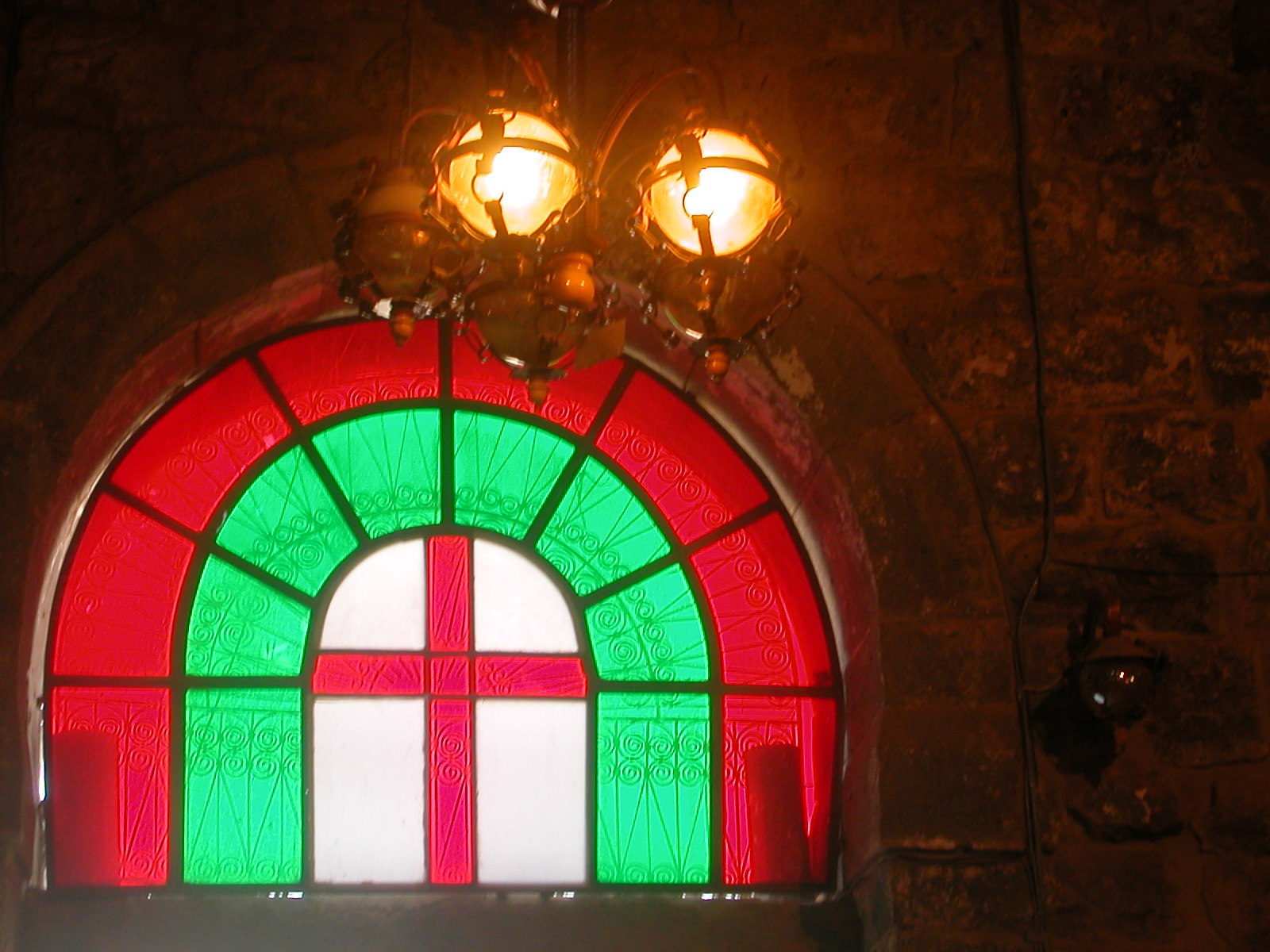
Sint Joriskerk glasraam